# Fem myror är fler än fyra elefanter
Fem myror är fler än fyra elefanter ("Cinco hormigas son más de cuatro elefantes"), también Fem myror, es un programa de televisión de niños sueco de 1973–75, presentado por Magnus Härenstam, Brasse Brännström y Eva Remaeus, transmitido por Sveriges Television (SVT). El programa tiene canciones & sketches con "educación" del alfabeto, números, posiciones (izquierda, derecha, debajo de, al lado de, detrás de, debajo de, etc.), etc. El programa primero fue transmitido en TV2 el 19 de noviembre de 1973. Fue transmitido como "Julkalendern" el 27 de noviembre ál 24 de diciembre de 1977. Es posible comprar Fem myror en DVD/VHS y también hay juegos de ordenador.
Fem myror también tenía sketches como la "lattjo-lajban-låda" ("caja de animales") de Brasse; Brasse tiene 4 animales y 1 debe ser eliminado. Magnus y Eva tienen que adivinar pero Brasse dice "Fel, fel, fel, fel, fel" ("Mal, mal, mal, mal, mal"); este sketch enseña a niños que una cosa puede tener varias propiedades.
Fem myror fue prodicido por Bengt Linné y Lasse Haglund, la música fue escrita por Bengt Ernryd y las letras de las canciones fueron escritas por Magnus y Brasse.
Además de entretener a niños, Magnus ("un pedante"), Brasse ("un vagabundo") y Eva ("una persona adecuada") querían promulgar interés sobre de letras y números en niños, y 1 programa (duración: casi 30 minutos) incluía 1 letra y 1 número.
Los voz en offes de las animaciones fue Monica Zetterlund, Lennart Jörevall, Jan Brandhildh y Tomas Löfdahl. Las animaciones fueron creadas por Owe Gustafson.
En 2006 Fem myror fue votado como el mejor programa de televisión de niños.